# Povijest Kiribatija
Povijest Kiribatija predstavlja povijest otočja Kiribati, danas samostalne države, od prapovijesti do danas. Iako se smatra kako su otočje prvi naselili mikronezijski narodi prije više od 3 000 godina, najstariji arheološki nalazi koji svjedoče o naseljenosti kiribatskog prostora potječu iz 1300. godine, u vrijeme prodora melanezijskih i polinezijskih naroda. 
Početkom 17. stoljeća, većinski narod I-Kiribati dolazi u doticaj s prvim europskim istraživačima. Prvi Europljanin koji je posjetio neki od kiribatskih otoka bio je portugalski pomorac u službi Španjolskog Carstva, Pedro Fernandes de Queirós. On je 1606. otkrio koraljne otoke Butaritari i Makin, koji je prozvao Buen Viaje (Dobro putovanje). Britanski pomorac Thomas Gilbert otkrio je 1788. otočje koje je po njemu prozvano Gilbertovim otočjem. 
Naseljavanje je započelo tek nakon 1837., a 1892. Velika Britanija uspostavila je protektorat nad 16 atola u otočju Gilbert i 9 otoka Ellice. Godine 1916. otočje je postalo britanska kolonija Gilbert i Ellice, a postupno je obuhvatila i dio Linijskog otočja, a 1937. i Otočje Phoenix. Budući da je SAD zahtijevao otoke Kanton i Enderbury unutar Otočja Phoenix, 1939. nad njim je uspostavljena britansko-američka uprava.
Za vrijeme Drugog svjetskog rata, otočje je bilo pod japanskom okupacijom, a nakon što je 1943. oslobođeno, obnovljena je britanska uprava nad otočjem Gilbert i Ellice te na većem dijelu Linijskog otočja, na kojem su pokuse s nuklearnim oružjem 1957. i 1958. izvodili Velika Britanija, a kasnije (1962.) i SAD. Otočje Ellice izdvojilo se 1975. pod nazivom Tuvalu, te je neovisnost ostvarilo tri godine kasnije.
Otočje Gilbert steklo je autonomiju potkraj 1976. te s većim dijelom Linijskog otočja ostvarilo neovisnost 12. srpnja 1979. pod imenom Kiribati. Za prvoga predsjednika izabran je Ieremia Tabai. U rujnu 1979. SAD je sporazumno odustao od zahtjeva za otočjem Phoenix i priznao ga Kiribatiju, a sporazum je ratificirao čeitiri godine kasnije. Iste godine Kiribati proglašavaju isključivi gospodarski pojas u širini od 200 milja. Članicom Ujedinjenih naroda postaju 1999. godine.